# Comuna Novolazarivka, Kazanka
Novolazarivka (în ucraineană Новолазарівка) este o comună în raionul Kazanka, regiunea Mîkolaiiv, Ucraina, formată din satele Novolazarivka (reședința), Pokrovka și Veselîi Hai.

## Demografie
Componența lingvistică a comunei Novolazarivka
     Ucraineană (92,01%)
     Rusă (4,41%)
     Română (1,93%)
     Belarusă (1,24%)
     Alte limbi (0,14%)
Conform recensământului din 2001, majoritatea populației comunei Novolazarivka era vorbitoare de ucraineană (92,01%), existând în minoritate și vorbitori de rusă (4,41%), română (1,93%) și belarusă (1,24%).